# Giovanni Targioni Tozzetti
Giovanni Targioni Tozzetti (Florença, 11 de setembro de 1712 – Florença, 7 de janeiro de 1783) foi um médico e naturalista italiano.